# Sgat Beag
Sgat Beag est une île du Royaume-Uni située en Écosse.